# Cubana's Delikatessen
Cubana's Delikatessen és un espectacle de carrer de la companyia teatral La Cubana que es va estrenar al Festival de teatre de Sitges el 22 d'octubre de 1983. Van oferir 122 representacions a uns 366.000 espectadors en diferents poblacions en un període de dos anys. És considerat el primer espectacle professional de la companyia que s'havia fundat el 1980.
Va estar interpretada per Carme Montornès, Vicky Planas, Mercè Comes, Mont Plans, Anna Barrachina, Miquel Crespi, Jaume Baucis, Ferran Botifoll, Santi Millan i Josep Corbacho, amb direcció de Jordi Milán.
Va rebre el Premi especial del Jurat a la XVI Edició del Festival Internacional de Teatre.

## Descripció
Segons el programa de l’estrena al Festival de Sitges (1983) Cubana's Delikatessen és un conjunt d'accions i propostes artístiques representades als carrers i places de Sitges on la interacció dels actors i el públic crea el mateix espectacle.
- «Tours La Cubana»: els espectadors es convertien en turistes que visiten la població dalt d'un autocar.[6][7]
- «Empedrat macrobiòtic», en el mercat del poble una parada de venda de pedres guaridores ofereix el seu producte, anunciant a viva veu les seves virtuts.[8]
- «El sopar», en un aparador s'escenifica un sopar de luxe.[9]
- «Finestra d’art», on el retrat d’una cocotte instal·lat a un aparador pren vida.[10]
- «Autòmats», on els autòmats d'una parada de fira prenen vida quan el públic introdueix unes monedes i les activa una firaire.
- «Voyeur: Voyez vous», uns emprovadors de roba han estat instal·lats de tal forma que es pot veure com s'emproven els clients.
- «Jackpot», on els actors manipulen una màquina escurabutxaques gegantina.
- «Teatre per telèfon», amb un anunci en premsa es publicitava l'oportunitat d'accedir a una acció dramàtica per telèfon per aquells que no podien fer-ho presencialment, només cal marcar un determinat número de telèfon per escoltar la conversa telefònica dels intèrprets.
- «Su sexo», escenifica la baralla, a trets, entre el marit que arriba a casa i l'amant sorprès que es veu fugint pel balcó i la façana d’un edifici.
- «Una trampa para Teresa», una dona que ha quedat tancada a un comerç demana l’ajut dels vianants que s'impliquen per rescatar-la.
- «Mesa petitòria», representen una mesa petitòria presidida per distingides dames en favor dels actors no subvencionats.[11]